# Nowa Wieś Ełcka (przystanek kolejowy)
Nowa Wieś Ełcka – przystanek osobowy w Nowej Wsi Ełckiej, w województwie warmińsko-mazurskim, w Polsce. Budynek dworca zaadaptowany na cele mieszkalne. Dawniej istniała także ładownia publiczna, po której pozostała zdewastowana rampa betonowo-kamienna. Tory dodatkowe zostały rozebrane.
W roku 2017 przystanek obsługiwał 0–9 pasażerów na dobę.

## Połączenia
- Biała Piska
- Ełk, Ełk Szyba Zachód
- Olsztyn Główny
- Pisz
- Ruciane-Nida
- Szczytno